# Jaguar Mark X
Jaguar Mark X — 4-дверний люкс-автомобіль британської компанії Jaguar 1961–1970 років. Випускався на заміну моделі Mark IX.

## Історія

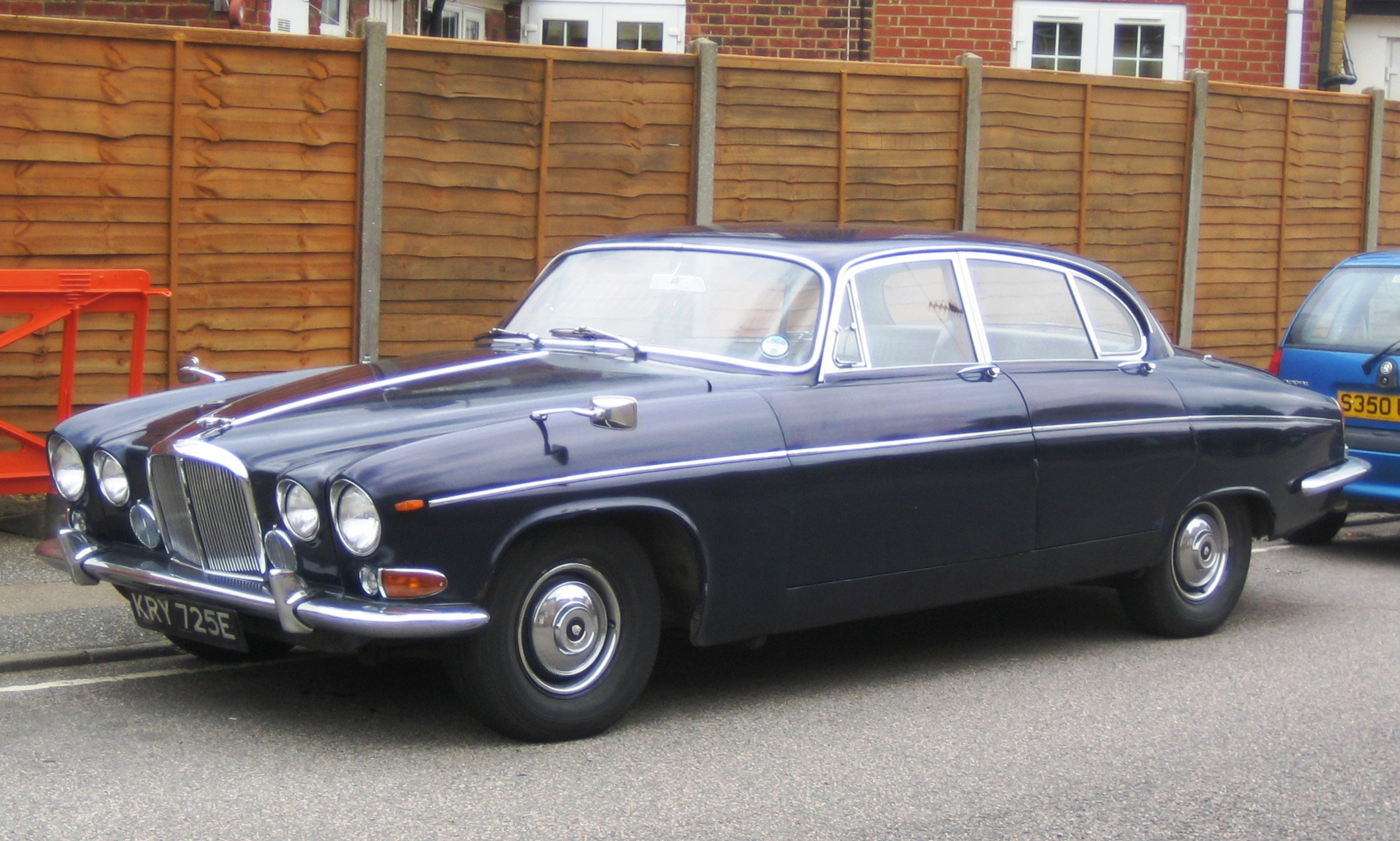
Jaguar 420G (1966—1970)

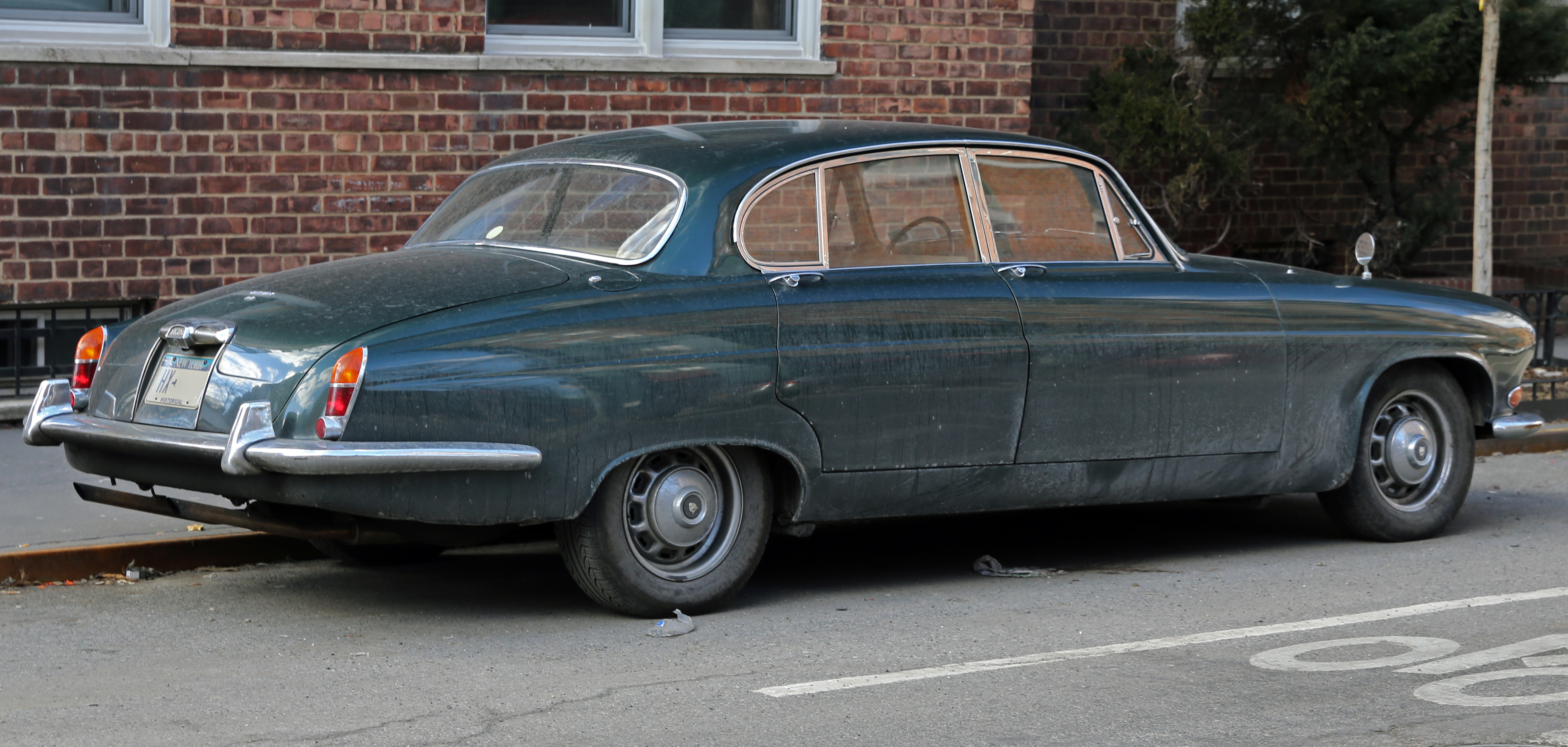
Jaguar Mark X 4.2

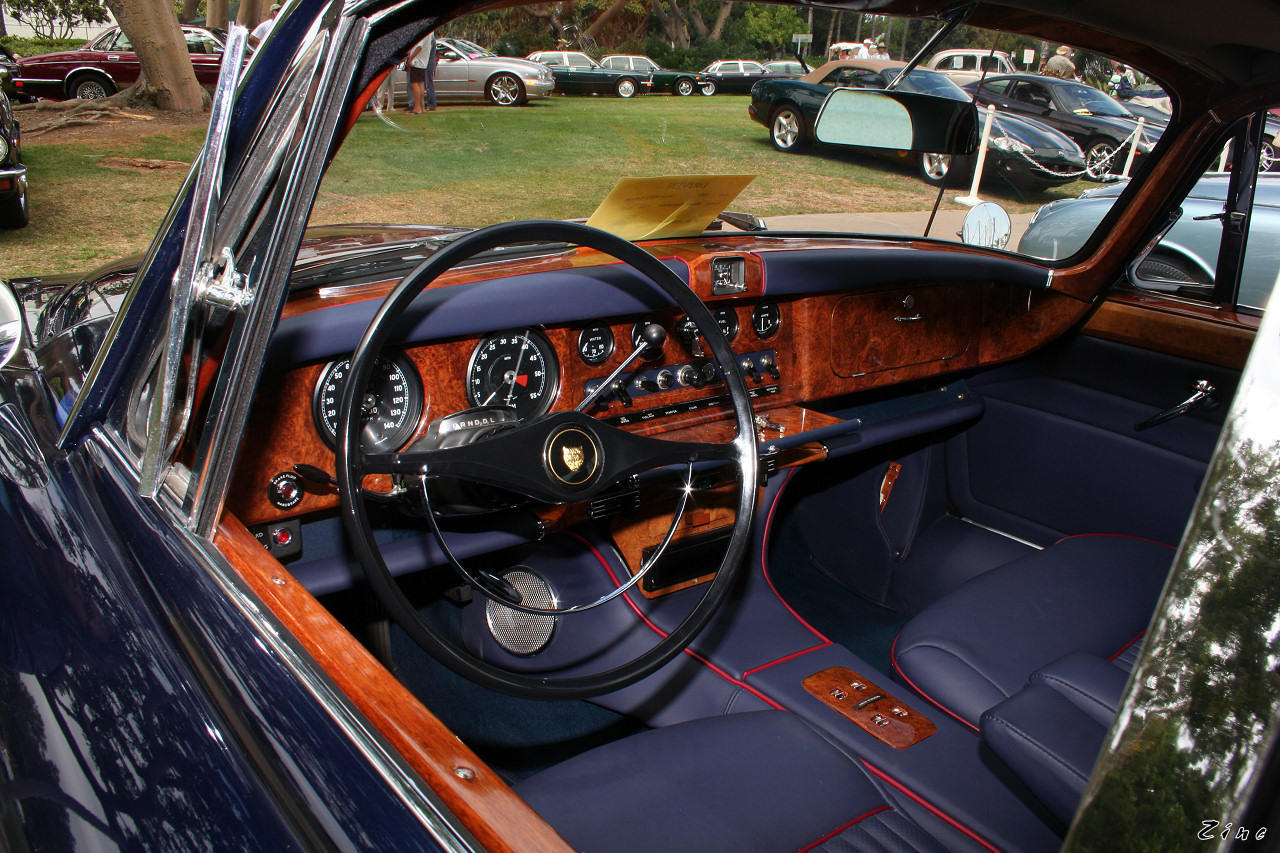

Модель отримала новий несучий кузов, що замінив архаїчні форми попередніх моделей. Більш довгий і широкий кузов мав більш низький радіатор, чотири спарені фари.
Модель успадкувала з попередньої 4-ступеневу ручну трансмісію, мотор об'ємом 3781 см³, який згодом доповнили мотором у 4235 см³ з трьома карбюраторами. Як і у попередній моделі, за бажанням покупця могли встановлювати 3-ступеневу автоматичне коробку передач BorgWarner з попередньої моделі, овердрайв. Загалом виготовили 12.961 машин з моторами об'ємом 3,8 л. З осені 1964 паралельно було виготовлено 5.137 модифікацій Mark X з моторами об'ємом 4,2 л. З 1966 цю модифікацію перейменували на Jaguar 420G, яких виготовили 5.763 машин. У 1970 продажі моделі Jaguar XJ перевищили продажі Jaguar 420G, виробництво якої припинили. На базі ходової частини Jaguar 420G виготовляли модель Daimler DS420 (1968–1992).

## Двигуни
- 3,781 см3 XK I6 (1961—1965)
- 4,235 см3 XK I6 (1964—1970)